# El Bonillo
El Bonillo ist eine Gemeinde (municipio) mit 2.624 Einwohnern (Stand: 2024) im Westen der Provinz Albacete in der autonomen Region Kastilien-La Mancha. Zur Gemeinde gehört die fast ausgestorbene Siedlung Sotuélamos.

## Lage
El Bonillo liegt in der nördlichen Berglandschaft der Sierra de Alcaraz, dem nördlichen Ausläufer der Betischen Kordillere. Der Ort befindet sich in ca. 55 km (Fahrtstrecke) westlich der Provinzhauptstadt Albacete einer Höhe von ca. 1060 m. Das Klima im Winter ist gemäßigt, im Sommer dagegen warm; die geringen Niederschlagsmengen (ca. 463 mm/Jahr) fallen – mit Ausnahme der nahezu regenlosen Sommermonate – verteilt übers ganze Jahr.

## Bevölkerungsentwicklung
| Jahr      | 1970 | 1981 | 1991 | 2001 | 2011 | 2021 |
| Einwohner | 5003 | 4305 | 4087 | 3283 | 3033 | 2718 |

## Wirtschaft
Der hier produzierte Guijoso wird mit seiner Herkunftsbezeichnung besonders geschützt. 

## Sehenswürdigkeiten
- Katharinenkirche (Iglesia de Santa Catalina) aus dem 18. Jahrhundert mit Museum
- Gerichtssäule aus dem 16. Jahrhundert
- Rathaus aus dem 16. Jahrhundert

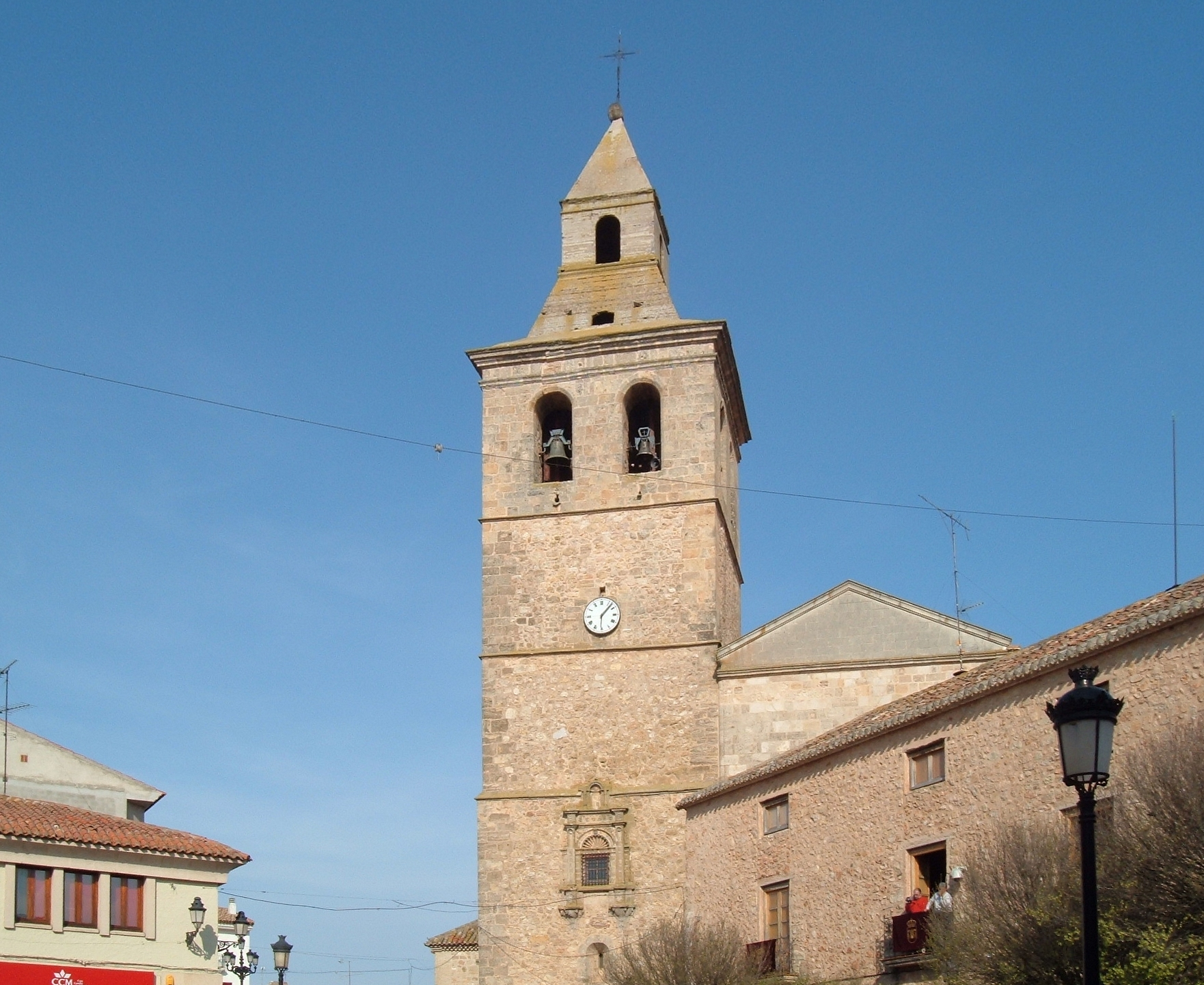
Katharinenkirche
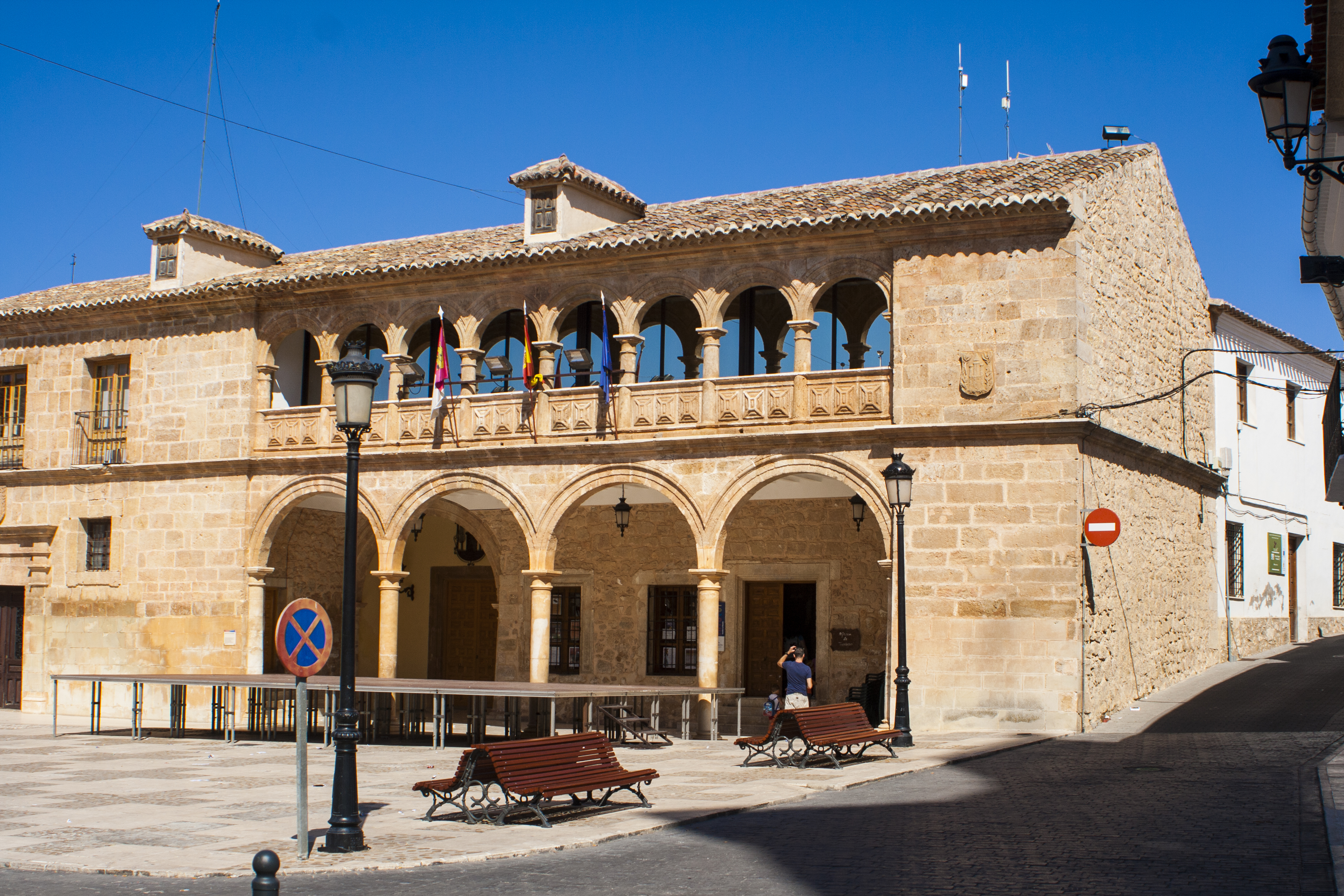
Rathaus